# Frederyk Dederichs
Frederyk Dederichs, född 2 september 1718 i Stockholm, död 1 januari 1776 i Stockholm, var en svensk fortifikationsofficer och konstnär.
Han var son till kyrkoherden i den holländska församlingen Johannes Dederichs och Elisabeth Krüger samt gift med Anna Maria Pöppelman och bror till Sophonias De Derichs.
Dederichs utbildades vid fortifikationen och blev konduktör där efter sex års tjänst på grund av sin särdeles skicklighet uti tecknandet. Han ansökte 1756 om löjtnantsdesseinör-befattningen enär han med mycket kostnad och använd flit i rit och tecknarkonsten förvärvat sig skicklighet. Han förbigås dock av kopparstickaren Jacob Gillberg. Han utnämndes till löjtnant vid fortifikationen 1768. Från 1762 arbetade han med att utföra en matrikel med vapen för Serafimerordens räkning och komponera vapensköldar för Riddarhuset. Arbetet med vapensköldarna fick honom att 1772 söka den lediga tjänsten som heraldiker viken han dock ej erhöll. Bland hans arbeten märks ritningar till fanor, standar och troféer för Krigskollegium, dekorationen av det Cronstedtska gravkoret på Fullerö 1771, det nyinstiftade Vasaordens insignier 1772, ritningarna till kopparsticken och titelblad för 1762 års psalmbok och titelbladet till Gerhard von Burman och Abraham Fichers Prospecter af åtskillige märkvärdige byggnader, säterier och herre-gårdar uti Skåne 1756.